# Mattia Casadei
Mattia Casadei (Rimini, 2 luglio 1999) è un pilota motociclistico italiano, vincitore del campionato del mondo della classe MotoE nel 2023.

## Carriera

### Gli inizi
Inizia la sua carriera nel 2008 nelle minimoto nella squadra del padre di Mattia Pasini. Nel 2010 e nel 2011 vince il campionato italiano minimoto, nel 2011 vince anche il campionato europeo. L'anno seguente passa a correre nella categoria Pre-GP 125 con una Metrakit. Nel 2014 si classifica quattordicesimo nel CIV Moto3 conquistando due pole position. Nel 2016, nuovamente nel CIV Moto3, è quarto in classifica vincendo un Gran Premio. Nel 2017 corre nella categoria Moto3 del CEV con il team SIC58 Squadra Corse, classificandosi 32º in classifica a fine anno. Nel biennio 2018-2019 è pilota titolare nel campionato italiano Supersport. Guidando motociclette Yamaha, conquista tre piazzamenti a podio complessivi e chiude le stagioni rispettivamente al settimo e decimo posto in classifica piloti.

### MotoE
Nel 2019 inoltre, il team SIC58 lo sceglie per partecipare alla prima coppa del mondo della classe MotoE. Ottiene punti in cinque gare su sei e ottiene il suo primo podio mondiale nella gara 2 di San Marino salendo sul terzo gradino del podio. Si classifica 10º nel mondiale a fine stagione con 39 punti. Lo stesso anno partecipa come wild card al round di Misano del campionato mondiale Supersport con una Yamaha YZF R6 del team Bardahl Evan Bros. Termina la gara al 15º posto che gli permette di finire 34º nella classifica mondiale con un punto.
L'anno seguente rimane con la stessa squadra nella stessa classe. Anche in quest'annata raccoglie spesso punti (sei volte su sette) e ottiene due podi, un terzo posto in Andalusia e un secondo posto in gara 2 in Emilia Romagna. Termina 5º in classifica mondiale con 74 punti. Nel 2021 rimane nello stesso team. Chiude la stagione al 6º posto con 79 punti. Nello stesso anno corre in Moto2 in Emilia Romagna sulla Kalex del team Italtrans Racing, in sostituzione del convalescente Lorenzo Dalla Porta, concludendo con un ritiro. Nella stessa stagione prende parte alla gara finale di Vallelunga nel campionato italiano Superbike. In sella alla Yamaha YZF-R1 del Keope Motor Team raccoglie ventuno punti e si classifica quattordicesimo. Ancora nel 2021 prende parte, in qualità di pilota sostitutivo, al Gran Premio di Assen del mondiale Supersport chiudendo con un doppio ritiro.
Nel 2022 continua a gareggiare in MotoE passando al team Pons Racing 40 con Jordi Torres come compagno di squadra. Al Gran premio di Le Mans, seconda doppia prova del campionato, dopo aver conquistato la pole position, vince la sua prima gara mondiale nel giorno del suo onomastico. In occasione dei Gran Premi d'Italia a Misano e Gran Bretagna a Donington è chiamato a sostituire Niki Tuuli in sella alla MV Agusta F3 800 RR nel mondiale Supersport. I venticinque punti ottenuti gli consentono di classificarsi al ventiquattresimo posto. In MotoE vince un'altra gara a Misano e termina la stagione al quarto posto in classifica. Oltre a MotoE e Supersport, in questa stagione è impegnato anche nella classe Next Generation del campionato italiano Supersport dove, in sella ad una Yamaha YZF-R6, chiude al quindicesimo posto.

### 2023: la stagione del titolo
Nel 2023 è nuovamente pilota titolare in MotoE col team Pons, il compagno di squadra è Nicholas Spinelli. Dopo un inizio di stagione caratterizzato da due ritiri che lo attardano in classifica, a partire da gara due a Silverstone, mette a referto una striscia di sette piazzamenti a podio consecutivi (tra i quali cinque vittorie) che gli consentono di vincere il campionato con margine sugli altri piloti. Casadei diviene così il secondo italiano a conquistare il titolo mondiale della MotoE dopo Matteo Ferrari, vincitore nella stagione inaugurale del 2019. Terminato il campionato delle moto elettriche è chiamato, in qualità di pilota sostitutivo, a disputare le ultime sette gare del mondiale Moto2 con il team Fantic Racing, in questo frangente non ottiene punti.
Per la stagione 2024, passa a LCR E-Team con Eric Granado come nuovo compagno di squadra. Apre la stagione in Portogallo con un terzo posto in gara uno e con la vittoria in gara due. Ottiene la sua seconda vittoria stagionale al Mugello in occasione di gara uno del Gran Premio d'Italia, terminando sul podio anche gara due in seconda posizione. Nei due weekend successivi però colleziona solamente un ottavo posto e due noni posti, oltre ad un ritiro, che lo fa scivolare indietro in classifica piloti. In Austria va a podio in entrambe le gare chiudendo terzo. Vince in gara uno al Gran Premio di Misano, ma nonostante ciò non può più matematicamente vincere il titolo. In gara due chiude secondo, concludendo la stagione al secondo posto con 231 punti. Parallelamente alla MotoE, nel 2024 è pilota titloare nel campionato Europeo di Moto2; in sella ad una Boscoscuro del team Ciatti gareggia per il titolo fino all'ultima gara. Chiude anche in questo contesto al secondo posto, a poco più di dieci punti dalla vetta.

## Risultati in gara

### Campionato mondiale Supersport
| 2019 | Moto   |  |  |  |  |  |  |    |  |  |  |  |  |  |  |  |  |  |  |  |  |  |  |  |  | Punti | Pos. |
| ---- | ------ |  |  |  |  |  |  | -- |  |  |  |  |  |  |  |  |  |  |  |  |  |  |  |  |  | ----- | ---- |
| 2019 | Yamaha |  |  |  |  |  |  | 15 |  |  |  |  |  |  |  |  |  |  |  |  |  |  |  |  |  | 1     | 34º  |

| 2021 | Moto   |  |  |  |  |  |  |     |     |  |  |  |  |  |  |  |  |  |  |  |  |  |  |  |  | Punti | Pos. |
| ---- | ------ |  |  |  |  |  |  | --- | --- |  |  |  |  |  |  |  |  |  |  |  |  |  |  |  |  | ----- | ---- |
| 2021 | Yamaha |  |  |  |  |  |  | Rit | Rit |  |  |  |  |  |  |  |  |  |  |  |  |  |  |  |  | 0     |      |

| 2022 | Moto      |  |  |  |  |  |  |   |   |    |    |  |  |  |  |  |  |  |  |  |  |  |  |  |  | Punti | Pos. |
| ---- | --------- |  |  |  |  |  |  | - | - | -- | -- |  |  |  |  |  |  |  |  |  |  |  |  |  |  | ----- | ---- |
| 2022 | MV Agusta |  |  |  |  |  |  | 8 | 8 | 12 | 11 |  |  |  |  |  |  |  |  |  |  |  |  |  |  | 25    | 24º  |

| 2025 | Moto      |  |  |  |  |  |  |  |  |  |  |    |   |   |    |     |   |  |  |  |  |  |  |  |  | Punti | Pos. |
| ---- | --------- |  |  |  |  |  |  |  |  |  |  | -- | - | - | -- | --- | - |  |  |  |  |  |  |  |  | ----- | ---- |
| 2025 | MV Agusta |  |  |  |  |  |  |  |  |  |  | 11 | 7 | 8 | 10 | Rit | 9 |  |  |  |  |  |  |  |  | 35    |      |

| Legenda | 1º posto        | 2º posto            | 3º posto           | A punti      | Senza punti        | Grassetto – Pole position Corsivo – Giro più veloce |
| Legenda | Gara non valida | Non qual./Non part. | Ritirato/Non class | Squalificato | '-' Dato non disp. | Grassetto – Pole position Corsivo – Giro più veloce |

### Motomondiale

#### MotoE
| 2019 | Classe | Moto     |    |    |     |   |   |   |  |  |  |  | Punti | Pos. |
| ---- | ------ | -------- | -- | -- | --- | - | - | - |  |  |  |  | ----- | ---- |
| 2019 | MotoE  | Energica | 11 | 13 | Rit | 3 | 9 | 8 |  |  |  |  | 39    | 10º  |

| 2020 | Classe | Moto     |   |   |   |   |   |     |    |  |  |  | Punti | Pos. |
| ---- | ------ | -------- | - | - | - | - | - | --- | -- |  |  |  | ----- | ---- |
| 2020 | MotoE  | Energica | 5 | 3 | 5 | 4 | 2 | Rit | 13 |  |  |  | 74    | 5º   |

| 2021 | Classe | Moto     |   |   |     |   |     |   |   |  |  | Punti | Pos. |
| ---- | ------ | -------- | - | - | --- | - | --- | - | - |  |  | ----- | ---- |
| 2021 | MotoE  | Energica | 4 | 2 | Rit | 6 | Inf | 3 | 2 |  |  | 79    | 6º   |

| 2022 | Classe | Moto     |    |   |   |   |   |     |   |   |     |   |   |   |  |  | Punti | Pos. |
| ---- | ------ | -------- | -- | - | - | - | - | --- | - | - | --- | - | - | - |  |  | ----- | ---- |
| 2022 | MotoE  | Energica | 17 | 3 | 1 | 2 | 4 | Rit | 3 | 3 | Rit | 4 | 1 | 2 |  |  | 156   | 4º   |

| 2023 | Classe | Moto   |     |   |   |     |   |   |   |   |   |   |   |   |   |   |   |   | Punti | Pos. |
| ---- | ------ | ------ | --- | - | - | --- | - | - | - | - | - | - | - | - | - | - | - | - | ----- | ---- |
| 2023 | MotoE  | Ducati | Rit | 4 | 3 | Rit | 5 | 2 | 4 | 3 | 6 | 1 | 1 | 1 | 2 | 1 | 1 | 3 | 260   | 1º   |

| 2024 | Classe | Moto   |   |   |   |   |   |     |   |   |     |   |   |   |   |   |   |   | Punti | Pos. |
| ---- | ------ | ------ | - | - | - | - | - | --- | - | - | --- | - | - | - | - | - | - | - | ----- | ---- |
| 2024 | MotoE  | Ducati | 3 | 1 | 3 | 2 | 6 | Rit | 1 | 2 | Rit | 8 | 9 | 9 | 3 | 3 | 1 | 2 | 211   | 2º   |

| 2025 | Classe | Moto   |   |   |     |   |     |   |  |  |  |  |  |  |  |  |  | Punti | Pos. |
| ---- | ------ | ------ | - | - | --- | - | --- | - |  |  |  |  |  |  |  |  |  | ----- | ---- |
| 2025 | MotoE  | Ducati | 5 | 1 | Rit | 6 | Rit | 2 |  |  |  |  |  |  |  |  |  | 66    |      |

| Legenda | 1º posto        | 2º posto            | 3º posto            | A punti      | Senza punti        | Grassetto – Pole position Corsivo – Giro più veloce |
| Legenda | Gara non valida | Non qual./Non part. | Ritirato/Non class. | Squalificato | '-' Dato non disp. | Grassetto – Pole position Corsivo – Giro più veloce |

#### Moto2
| 2021 | Classe | Moto  |  |  |  |  |  |  |  |  |  |  |  |  |  |  |  |     |  |  |  |  |  |  | Punti | Pos. |
| ---- | ------ | ----- |  |  |  |  |  |  |  |  |  |  |  |  |  |  |  | --- |  |  |  |  |  |  | ----- | ---- |
| 2021 | Moto2  | Kalex |  |  |  |  |  |  |  |  |  |  |  |  |  |  |  | Rit |  |  |  |  |  |  | 0     |      |

| 2023 | Classe | Moto  |  |  |  |  |  |  |  |  |  |  |  |  |  |    |    |     |    |    |    |    |  |  | Punti | Pos. |
| ---- | ------ | ----- |  |  |  |  |  |  |  |  |  |  |  |  |  | -- | -- | --- | -- | -- | -- | -- |  |  | ----- | ---- |
| 2023 | Moto2  | Kalex |  |  |  |  |  |  |  |  |  |  |  |  |  | 26 | 24 | Rit | 21 | 21 | 26 | 25 |  |  | 0     |      |

| Legenda | 1º posto        | 2º posto            | 3º posto            | A punti      | Senza punti        | Grassetto – Pole position Corsivo – Giro più veloce |
| Legenda | Gara non valida | Non qual./Non part. | Ritirato/Non class. | Squalificato | '-' Dato non disp. | Grassetto – Pole position Corsivo – Giro più veloce |